# Atletik under sommer-OL 2016 - 400 meter hækkeløb (damer)
400 meter hækkeløb for damer under sommer-OL 2016 fandt sted den 15. august - 18. august 2016. 

## Medaljefordeling
| Medaljetagere    | Medaljetagere       | Medaljetagere  | Medaljetagere |
| ---------------- | ------------------- | -------------- | ------------- |
| Guld             | Sølv                | Bronze         |               |
| Dalilah Muhammad | Sara Slott Petersen | Ashley Spencer |               |

## Turneringsformat
Konkurrencen blev afviklet med indledende heats, semifinaler og finale. Efter de indledende heats gik de 24 bedste videre til tre semifinaler. I disse kvalificerede de to bedste sig til finalen, mens der også var plads til de to bedste tider. 

## Tidsplan
Nedenstående tabel viser tidsplanen for afvikling af konkurrencen:
| Dato       | Tid   | Runde       |
| ---------- | ----- | ----------- |
| 15. august | 11:30 | Heats       |
| 16. august | 21:10 | Semifinaler |
| 18. august | 22:15 | Finale      |

## Resultater[1]

### Heat 1
| Placering | Bane | Udøver                | Nation   | Resultat | Note |
| --------- | ---- | --------------------- | -------- | -------- | ---- |
| 1         | 7    | Ristananna Tracey     | Jamaica  | 54.88    | Q    |
| 2         | 4    | Zuzana Hejnová        | Tjekkiet | 55.54    | Q    |
| 3         | 1    | Ayomide Folorunso     | Italien  | 55.78    | Q    |
| 4         | 6    | Stina Troest          | Danmark  | 56.06    | q    |
| 5         | 2    | Sydney McLaughlin     | USA      | 56.32    | q    |
| 6         | 3    | Petra Fontanive       | Schweiz  | 56.80    |      |
| 7         | 8    | Zurian Hechavarría    | Cuba     | 57.28    |      |
| 8         | 5    | Maureen Jelagat Maiyo | Kenya    | 57.97    |      |

### Heat 2
| Placering | Bane | Udøver               | Nation             | Resultat | Note |
| --------- | ---- | -------------------- | ------------------ | -------- | ---- |
| 1         | 7    | Joanna Linkiewicz    | Polen              | 56.07    | Q    |
| 2         | 3    | Janieve Russel       | Jamaica            | 56.13    | Q    |
| 3         | 6    | Grace Claxton        | Puerto Rico        | 56.40    | Q    |
| 4         | 8    | Tia-Adana Belle      | Barbados           | 56.68    |      |
| 5         | 2    | Sparkle McKnight     | Trinidad og Tobago | 56.80    |      |
| 6         | 4    | Jackie Baumann       | Tyskland           | 59.04    |      |
| 7         | 5    | Drita Islami         | Nordmakedonien     | 1:01.18  |      |
| 8         | 1    | Chanice Chase-Taylor | Canada             | 1:02.83  |      |

### Heat 3
| Placering | Bane | Udøver            | Nation   | Resultat | Note |
| --------- | ---- | ----------------- | -------- | -------- | ---- |
| 1         | 5    | Ashley Spencer    | USA      | 55.12    | Q    |
| 2         | 7    | Leah Nugent       | Jamaica  | 55.66    | Q    |
| 2         | 6    | Viktoriya Tkachuk | Ukraine  | 56.14    | Q    |
| 3         | 8    | Denisa Rosolova   | Tjekkiet | 56.36    | q    |
| 4         | 1    | Lea Sprunger      | Schweiz  | 56.58    |      |
| 5         | 3    | Amalie Iuel       | Norge    | 56.75    |      |
| 6         | 4    | Hayat Lambarki    | Marokko  | 1:00.83  |      |
| 7         | 2    | Lilit Harutyunyan | Armenien | 1:03.13  |      |

### Heat 4
| Placering | Bane | Udøver                | Nation             | Resultat | Note |
| --------- | ---- | --------------------- | ------------------ | -------- | ---- |
| 1         | 5    | Sara Slott Petersen   | Danmark            | 55.20    | Q    |
| 2         | 1    | Wenda Nel             | Sydafrika          | 55.55    | Q    |
| 3         | 4    | Emilia Ankiewicz      | Polen              | 55.89    | Q    |
| 4         | 7    | Yadisleidy Pedroso    | Italien            | 55.91    | q    |
| 5         | 3    | Janeil Bellille       | Trinidad og Tobago | 56.25    | q    |
| 6         | 2    | Katsiaryna Belanovich | Hviderusland       | 56.55    |      |
| 7         | 8    | Axelle Dauwens        | Belgien            | 57.68    |      |
| 8         | 6    | Ghfran Almouhamad     | Syrien             | 58.85    |      |

### Heat 5
| Placering | Bane | Udøver           | Nation     | Resultat | Note |
| --------- | ---- | ---------------- | ---------- | -------- | ---- |
| 1         | 3    | Dalilah Muhammad | USA        | 55.33    | Q    |
| 2         | 7    | Noelle Montcalm  | Canada     | 56.07    | Q    |
| 3         | 6    | Hanna Titimets   | Ukraine    | 56.24    | Q    |
| 4         | 1    | Lauren Wells     | Australien | 56.26    | q    |
| 5         | 2    | Phara Anacharsis | Frankrig   | 56.64    |      |
| 6         | 4    | Vera Barbosa     | Portugal   | 57.28    |      |
| 7         | 5    | Thị Huyền Nguyễn | Vietnam    | 57.87    |      |
| 8         | 8    | Natalya Asanova  | Usbekistan | 1:02.37  |      |

### Heat 6
| Placering | Bane | Udøver              | Nation         | Resultat | Note |
| --------- | ---- | ------------------- | -------------- | -------- | ---- |
| 1         | 6    | Eilidh Doyle        | Storbritannien | 55.46    | Q    |
| 2         | 1    | Sage Watson         | Canada         | 55.93    | Q    |
| 3         | 3    | Olena Kolesnychenko | Ukraine        | 56.61    | Q    |
| 4         | 2    | Amaka Ogoegbunam    | Nigeria        | 56.96    |      |
| 5         | 5    | Satomi Kubokura     | Japan          | 57.34    |      |
| 6         | 8    | Marzia Caravelli    | Italien        | 57.77    |      |
| 7         | 7    | Sharolyn Scott      | Costa Rica     | 58.27    |      |
| 8         | 4    | Aleksandra Romanova | Kasakhstan     | 59.36    |      |

### Semifinale 1
| Placering | Bane | Udøver              | Nation   | Resultat | Note |
| --------- | ---- | ------------------- | -------- | -------- | ---- |
| 1         | 4    | Zuzana Hejnová      | Tjekkiet | 54.55    | Q    |
| 2         | 5    | Ristananna Tracey   | Jamaica  | 54.80    | Q    |
| 3         | 6    | Joanna Linkiewicz   | Polen    | 55.35    |      |
| 4         | 1    | Stina Troest        | Danmark  | 56.00    |      |
| 5         | 2    | Sydney McLaughlin   | USA      | 56.22    |      |
| 6         | 3    | Noelle Montcalm     | Canada   | 56.28    |      |
| 7         | 7    | Ayomide Folorunso   | Italien  | 56.37    |      |
| 8         | 8    | Olena Kolesnychenko | Ukraine  | 56.77    |      |

### Semifinale 2
| Placering | Bane | Udøver             | Nation         | Resultat | Note |
| --------- | ---- | ------------------ | -------------- | -------- | ---- |
| 1         | 5    | Ashley Spencer     | USA            | 54.87    | Q    |
| 2         | 4    | Janieve Russel     | Jamaica        | 54.92    | Q    |
| 3         | 3    | Eilidh Doyle       | Storbritannien | 54.99    | q    |
| 4         | 7    | Hanna Titimets     | Ukraine        | 55.27    |      |
| 5         | 1    | Yadisleidy Pedroso | Italien        | 55.78    |      |
| 6         | 6    | Wenda Nel          | Sydafrika      | 55.83    |      |
| 7         | 8    | Emilia Ankiewicz   | Polen          | 56.99    |      |
| 8         | 2    | Denisa Rosolová    | Tjekkiet       | 57.39    |      |

### Semifinale 3
| Placering | Bane | Udøver              | Nation             | Resultat | Note |
| --------- | ---- | ------------------- | ------------------ | -------- | ---- |
| 1         | 3    | Dalilah Muhammad    | USA                | 53.89    | Q    |
| 2         | 5    | Sara Slott Petersen | Danmark            | 54.55    | Q    |
| 3         | 6    | Leah Nugent         | Jamaica            | 54.98    | q    |
| 4         | 4    | Sage Watson         | Canada             | 55.44    |      |
| 5         | 7    | Grace Claxton       | Puerto Rico        | 55.85    |      |
| 6         | 2    | Janeil Bellille     | Trinidad og Tobago | 56.06    |      |
| 7         | 1    | Lauren Wells        | Australien         | 56.83    |      |
| 8         | 8    | Viktoriya Tkachuk   | Ukraine            | 56.87    |      |

### Finale
| Placering | Bane | Udøver              | Nation         | Resultat | Note |
| --------- | ---- | ------------------- | -------------- | -------- | ---- |
| 1         | 3    | Dalilah Muhammad    | USA            | 53.13    |      |
| 2         | 4    | Sara Slott Petersen | Danmark        | 53.55    |      |
| 3         | 5    | Ashley Spencer      | USA            | 53.72    |      |
| 4         | 6    | Zuzana Hejnová      | Tjekkiet       | 53.92    |      |
| 5         | 7    | Ristananna Tracey   | Jamaica        | 54.15    |      |
| 6         | 2    | Leah Nugent         | Jamaica        | 54.45    |      |
| 7         | 8    | Janieve Russel      | Jamaica        | 54.56    |      |
| 8         | 1    | Eilidh Doyle        | Storbritannien | 54.61    |      |